# Adonis Frías
Adonis Uriel Frías (ur. 17 marca 1998 we Florencio Varela) – argentyński piłkarz występujący na pozycji środkowego obrońcy lub defensywnego pomocnika, od 2023 roku zawodnik meksykańskiego Leónu.